# Grupo parlamentar
Grupo parlamentar ou frente parlamentar são agrupamentos de deputados em torno de um tema defendido.

## No Brasil
Fenômeno típico, mas não exclusivo, da política brasileira, esses grupos de interesse estão constituídos, em grande parte, sob a forma de sociedade civil, mas nasceram de bancadas suprapartidárias informais e até hoje são conhecidas por essa denominação na mídia. Assim, por exemplo, ao invés de se referirem à Frente Parlamentar de Apoio à Agropecuária, os órgãos de imprensa se referem à bancada ruralista, como era originariamente conhecida.
A existência de frentes parlamentares é apontada como prova da inexistência de verdadeiros partidos políticos no Brasil. Políticos filiam-se a partidos não por se identificarem com seu programa, mas por conveniências de ordem pessoal e eleitoral. Escolhe-se um partido por afinidade com suas chefias nacionais e regionais.
Descompromissados com o programa partidário, no mais das vezes enunciados genéricos e vazios, os parlamentares se unem em função de interesses pessoais, profissionais e econômicos, próprios ou de seus apoiadores. A Frente Parlamentar Evangélica, por exemplo, é composta de deputados federais e senadores de 14 partidos (52ª legislatura — 2003–2007).

### Surgimento e multiplicação
Esses grupos começaram a ser informalmente criados na Assembleia Nacional Constituinte que redigiu a Constituição de 1988 com o objetivo precípuo de inserir na Carta disposições que atendessem aos interesses de grupos econômicos. A mais ativa e eficiente dessas bancadas foi a ruralista, que surgiu sob a orientação da União Democrática Ruralista (UDR), presidida por Ronaldo Caiado, que depois se tornaria deputado federal. Em 1997, levantamento feito pelo Departamento Intersindical de Assessoria Parlamentar (DIAP) apontava a existência de 12 desses grupos de interesse.
Em 2006, existem centenas desses grupos. O Congresso Nacional e o DIAP não conseguem informar seu número exato. Certo é que são raros os meses em que a agenda da Câmara dos Deputados não informe sobre a criação de novas frentes parlamentares, sem falar nas bancadas suprapartidárias constituídas ao sabor de causas às vezes momentâneas, de cujo nascimento sequer se tem notícia.
Para dar uma ideia da quantidade de frentes parlamentares e da diversidade de interesses por ela atendidos, registre-se que um único deputado da 52ª legislatura (2003–2007), sem maior expressão, esteve vinculado às seguintes: Frente Parlamentar pelo Pleno Emprego, pela Administração, em Defesa da Cadeia Produtiva de Uvas e Vinhos, das Hepatites e Transplantes, Universidade para Todos, do Saneamento Básico, da Agricultura Familiar, em Defesa da Moradia Popular, do Transporte Público, contra o Câncer, Municipalista, Pró Municípios, em Defesa da Indústria Aeronáutica Brasileira, em Defesa das Santas Casas de Misericórdia, Hospitais e Entidades Filantrópicas na Área da Saúde, de Combate ao Uso do Cigarro, de Apoio à Produção, Antidrogas, em Apoio a Educação à Distância, em Defesa das Políticas Públicas de Juventude, Mista para o Desenvolvimento Sustentável e Apoio às Agendas 21 Locais, de Adoção, da Saúde, em Defesa da Duplicação da BR 101 e de Defesa da Criança e do Adolescente.
Algumas dessas frentes parlamentares não têm atuação efetiva. Foram constituídas porque em determinado momento era interessante chamar a atenção de uma parcela específica de eleitores mais ativos, como os que combatem o tabagismo e as drogas.
As que realmente atuam são as ligadas aos grandes interesses econômicos e eleitorais, por representarem o interesse próprio de parlamentares ou de poderosos lobbies por trás deles.

### Exemplos

#### Bancada da bala
A Frente Parlamentar da Segurança Pública, também chamada de Bancada da bala, é composta por políticos que defendem o armamento civil, flexibilização de leis relacionadas a armas e contra políticas desarmamentistas.
No nível federal, a bancada se movimentou para alterar o Estatuto do Desarmamento através da propositura de 41 projetos, dentre os quais o do parlamentar Rogério Mendonça, que propôs a aprovação de uma nova legislação que aumentaria as penas para crimes cometidos com armas de fogo e revogaria aquele Estatuto, considerado um fracasso em seu propósito inicial de reduzir os níveis de violência no Brasil.
Pedem nova legislação que visa reduzir a violência no Brasil, assim que a revogação do estatuto do desarmamento que foi mantido em contrariedade ao plebiscito realizado em 2005 conforme o próprio Estatuto do Desarmamento, cujo resultado final de 59.109.265 votos rejeitando a proposta de desarmamento da população civil (63,94%), contra 33 333 045 (36,06%) votos pela abolição total do uso civil e comercialização civil de armas no País.
Na atualidade, o grupo conta com 12 deputados federais e 1 senador.

#### Bancada ruralista
A Frente Parlamentar da Agropecuária, também chamada de bancada ruralista e pejorativamente de bancada do boi, atua na defesa dos interesses de proprietários rurais, formada como consolidação político-partidária da União Democrática Ruralista, ambas orientadas pelo político conservador Ronaldo Caiado, e formalizada em 2014. Atua politicamente junto aos setores radicais do patronato rural e envolve políticos de diversos partidos.
Apesar de atuar presentemente sob a forma de sociedade civil regularmente constituída, não costuma fazer muita publicidade de sua atuação. Entretanto, mantem ativo um sítio na Internet, identificado como pertencente à Frente Parlamentar da Agropecuária onde consta a lista de integrantes em todo o país.
O número de votos de que dispõe não é constante. Na 51ª legislatura (1999–2003), 89 deputados se declaravam ruralistas nos seus currículos publicados no sítio da Câmara dos Deputados. Mas é certo que outros, mesmo sendo ruralistas, preferem não se identificar claramente confirmando sua assinatura ao Termo de Adesão. Outros, ainda, têm interesses pessoais na agricultura e na pecuária ou são patrocinados por grupos ligados a essas atividades.
As estimativas quanto ao poder desta bancada variam entre 120 e 200 votos. Dificulta a contagem o fato de os ruralistas só votarem em bloco quando a matéria é de seu específico interesse.

#### Bancada da bola
A chamada Bancada da Bola, hoje formalizada como Frente Parlamentar de Apoio ao Esporte, reúne congressistas ligados aos clubes e federações de futebol. Atua há várias legislaturas, de forma intensa, mas discreta, e somente apareceu com mais destaque na mídia e teve sua estrutura devassada quando das duas CPIs paralelas que, em seguida à derrota do Brasil na Copa de Mundo FIFA de 1998, se instalaram na Câmara dos Deputados e no Senado Federal.
A CPI do Senado foi motivada por denúncias de uma ex-secretária do técnico Wanderley Luxemburgo. Ela acusava o treinador de sonegação fiscal, escalação de jogadores baseada em interesses comerciais e falava até de reuniões de altos dirigentes do futebol para combinar resultados de jogos.
Na Câmara, onde a criação de uma investigação já havia sido evitada por influência da bancada ligada ao futebol, instaurou-se outra CPI para investigar as contas da Confederação Brasileira de Futebol (CBF), em especial as condições de um contrato de patrocínio firmado com a Nike, fabricante de material esportivo.
Nenhuma das duas CPIs gerou punições para o grande número de dirigentes esportivos envolvidos, porque a atuação da bancada da bola a favor deles foi decisiva. Com seus votos conseguiram derrubar os pareceres dos relatores.
O exame das contas da CBF revelou que, a partir de 1998, a entidade criou uma rede de influência política no país com doações em dinheiro. Financiou a campanha de muitos candidatos a deputado e senador, a grande maioria dirigentes de clube e federações ou pessoas a ele ligadas. Eleitos, vieram a constituir a bancada da bola.
Além de gastos diretos com financiamento de campanhas da ordem de R$ 612 mil, ficou comprovado que o fluxo de recursos destinados pela CBF às federações foi maior nos períodos eleitorais. A CBF, de forma indireta, teria doado muito mais dinheiro às campanhas de 1998 e 2000. O montante distribuído ultrapassou R$ 12 milhões e atendeu a critérios pessoais do presidente da entidade, Ricardo Teixeira.
A CBF mantém, desde 1998, uma Embaixada em Brasília, numa mansão alugada que consome 660 mil reais em despesas por ano. Esta mansão se tornou uma espécie de sede da bancada da bola. Ali, em partidas de futebol, festas concorridas, bem servidas de comidas, bebidas e outras atrações, parlamentares e cartolas confraternizam e buscam a orientação de Teixeira.
Em 2006, a bancada da bola foi decisiva na implantação da Timemania, uma loteria que servirá para ajudar os clubes de futebol a refinanciarem e pagarem suas dívidas.

#### Bancada evangélica
A Frente Parlamentar Evangélica, também conhecido como Bancada da Bíblia, expressa os interesses das igrejas evangélicas em geral, embora seja principalmente constituída de deputados pertencentes a igrejas pentecostais, que por sua típica agressividade em evangelizar, formam a maior parte da população evangélica brasileira.
Na 52ª legislatura (2003-2006) estava formada por 58 congressistas, um aumento de 25% em relação à bancada da legislatura anterior. Ganhou inclusive três cadeiras no Senado, onde antes não tinha representantes. A maior parte dos congressistas evangélicos são pastores vinculados à Assembléia de Deus (23 deputados) e Igreja Universal do Reino de Deus (22 deputados e um senador).
Os parlamentares evangélicos nem sempre votam em bloco, pois representam correntes distintas no campo religioso e também no econômico e só falam a mesma língua em questões de conteúdo moral. Sua relação com a bancada católica é marcada tanto pela união quando na defesa de interesses comuns como pela oposição às eventuais tentativas de supremacia católica, de certa forma delimitando território entre as duas grandes confissões cristãs.
São contrários, por exemplo, à agenda dita progressista na área social, obstruindo votações de propostas visando a ampliação das hipóteses legais de aborto e instituindo o casamento entre pessoas do mesmo sexo.
Estão correntemente empenhados na derrota do PL 122, e na defesa do DC 234, ou da Liberdade de Escolha individual, também chamada de Lei da Cura Gay.

## Em Portugal
Em Portugal, os deputados eleitos por cada partido podem constituir-se em Grupo Parlamentar. A sua constituição efectua-se mediante comunicação dirigida ao Presidente da Assembleia da República, assinada pelos deputados que o compõem, indicando a sua designação, o nome do presidente e dos vice-presidentes se os houver. Cada Grupo Parlamentar estabelece livremente a sua organização. As funções de Presidente ou de Vice-Presidente da AR, ou de outros membros da Mesa, são incompatíveis com as de presidente de Grupos Parlamentares. Os Grupos Parlamentares dispõem de locais de trabalho na sede da Assembleia da República, bem como de pessoal técnico e administrativo da sua livre escolha e nomeação.